# Хью Макшейн О’Нил
Хью Макшейн О’Нил (англ. Hugh McShane O'Neill; ? — 1621) — ирландский аристократ и повстанец.
Согласно генеалогии О’Нил, Хью был младшим сыном Кона Макшейна О’Нила (1565—1630) или третьим сыном Шейна О’Нила. Внук или правнук Конна Бакаха О’Нила, 1-го графа Тирона, Он принадлежал к основной линии клана О’Нилов из графства Тирон. Шейн был принцем Ольстера и главой всех линий клана О’Нилов вплоть до своей смерти в 1567 году. Хью унаследовал свое наследство, как и его отец, от клана септов О’Нилов, в котором он воспитывался; Макшейнов из Киллетрага и Гленконкейн Фореста (современный Южный округ графства Лондондерри). Эта группа также называлась «Дикий клан Шейн из Киллетрага» или «Макшейн-О’Нилы».
Хью Макшейн О’Нил был активным повстанцем и командиром в 1580—1615 годах. Его первым историческим деянием был набег вместе с с братьями на земли клана Магуайр в Фермане в начале 1573 года. Утверждалось, что они нанесли большой ущерб землям Магуайра. Генеалогия, которая утверждает, что Хью был сыном Шейна «Гордого» О’Нила, основана на его прозвище и том факте, что он часто находится в компании других известных сыновей Шейна О’Нила, известных по всей Ирландии в конце 16-го века как «Мак-Шейны». Согласно шотландским источникам, он и его братья Генри Макшейн О’Нил иа Арт «Макшейн» вторгся в Ирландию с 3000 шотландцами от своего двоюродного брата Лахлана Маклина в 1587 году. Связь между Маклинами и Макшейнами была тесной в том, что их мать была дочерью Гектора Мора, вождя Маклинов, и он вместе с двумя другими братьями был связан с Маклинами после убийства их отца Шейна в 1567 году.

## Девятилетняя война
Когда в 1593 году его кузен Хью О’Нил, граф Тирон, поднял мятеж против королевы Англии Елизаветы, Хью и некоторые из МакШейнов подняли восстание. Отложив в сторону внутренние семейные разборки, они присоединились к своему кузену, графу Тирону. Другие — нет, и в конце концов граф Тирон посадил их в тюрьму. Во время этой войны Хью Макшейн О’Нил командовал военным отрядом, собранным из клана Макшейнов в лесах Киллетраг и Гленконкейн, тогда самых негостеприимных и пустынных лесов во всей Ирландии. Генри Кэрью цитируется как утверждение, что Хью смог выставить эти силы в течение 24 часов против англичан. В государственных документах Ирландии, в различных оценках силы мятежного графа с 1586 по 1602 год, говорится, что эта территория и "«woodkern race of outlaws», жившая там (клан МакШейн), считается первичным для О’Нила, так как это было его самое надежное убежище для скота, товаров и людей, а также вдали от военной мощи англичан. Кроме того, это была надежная географическая «связь графа с кланом О’Нилов». Однако лорд-лейтенант также сетовал в 1599 году, что они (англичане) должны были «отдать Гленконкейн сыновьям Шейна, а не графу». Именно с Хью и его Макшейнами граф Тирон провел последние месяцы своего восстания зимой 1602—1603 годов. Граф жил у Макшейнов-О’Нилов после битвы при Кинсейле и взятия Данганнона лордом Маунтжоем на склонах Слейв-Галлион. Наконец в марте 1603 года граф Тирон заключил Меллифонтский мир с Англией и прекратил сопротивление.

## Внутренняя борьба О’Нила
Борьба внутри семьи О’Нил хорошо известна. Хью О’Нил, граф Тирон, подавлял своих кузенов больше, чем англичан в первые годы своего правления. В 1583 и 1587 годах граф подавлял любые другие претензии на титул вождя, включая Турлоха О’Нила, пока сам не признал наследником сэра Турлоха Луннеха О’Нила Мора. В 1590 году граф повесил Хью «Гавелоха», сына Шейна О’Нила, за заговор против него. В 1593 году граф приказал убить своего двоюродного брата Фелима Мак-Турлоха, лорда Лугиншоллина, и главу септы клана О’Нилов на реке Банн, и провозгласил себя лордом Лафиншоллина.
Хью и его Макшейны смогли пережить возвышение Хью О’Нила и сохранили верность графу Тирону, сражаясь с англичанами. Однако после проигрыша Девятилетней войны в 1603 году Хью Макшейн смог вытеснить графа и стал новым лордом Киллетрага, контролируя большую часть владений лордства Лугиншолина. Он сохранял независимость с 1600 по 1606 год, а затем заменил графа в качестве единственного лорда в годы, последовавшие за бегством графа из Ирландии в 1607 году. Однако с бегством графов и в создавшемся вакууме власти Хью Макшейн и другие мелкие лорды были вынуждены иметь дело с внезапным появлением английских военных в Ольстере. Какое-то время Хью пользовался этой независимостью. Сэр Артур Чичестер выдал ордер на розыск мятежников, и в 1608 году Хью Макшейн, его брат Фелим и дикие Макшейны захватили Шейна Карра О’Кахана в лесу Гленконкейн. Они передали его Артуру Чичестеру для помилования и освобождения от некоторых обязательств на два года. В 1610 году Хью Макшейн был членом суда присяжных, которые разделили земли из конфискованного имения его двоюродного брата графа Тирона. При этом Хью Макшейн получил 1000 акров (4,0 км2) земель графа вокруг Данганнона, а в 1611 году еще 120 акров (0,49 км2) в Тироне. Конн Макшейн владел соседним участком, и они с Генри получили большие поместья в графствах Арма и Фермана. Новым соседом и другом Хью стал племянник покойного графа Брайан Кроссах, сын сэра Кормака МакБарона О’Нила, что укрепило бы их дружбу в дальнейшем.

## Поздняя жизнь
После своего помилования в 1608 году Хью Макшейн О’Нил ускользнул обратно в леса баронства Лугиншоллн и держался, насколько это было возможно, в течение первых лет колонизации недавно созданного графства Лондондерри. В 1611 году он получил 120 акров земли (0,49 км2) за пределами родового поместья в Данганноне. По мере того как английские колонисты продвигались на север, сочетание густого леса и репутации Хью удерживало большинство вновь прибывших. К 1615 году он потерял свои земли в Данганноне из-за борьбы с лордом-лейтенантом. Сэр Томас Филлипс тщетно пытался из маленького форта в Дезертмартине усмирить старого вождя, но его силы были несравнимы с силами местных ирландцев, и он так и не был взят в плен. Хью Макшейн О’Нил остался на своих прежних землях, но со временем стал известен как разбойник с большой дороги, контролирующий леса и дороги Южного Лондондерри и перевала Гленшейн.
В 1615 году Хью Макшейн О’Нил вместе с Брайаном Кроссом (сыном Кормака Макбарона О’Нила), Рори О’Кэханом и Александром Макдональдом (сыном графа Антрима) был назван лордом Чичестером главным заговорщиком в запланированном восстании, известном как «восстание туземцев». Их обвинили в подстрекательстве к восстанию против английских и шотландских плантаторов, а также в планировании побега маленького сына графа Тирона из замка в Тироне. В отличие от других заговорщиков, Хью Макшейн никогда не попадал в плен и не предстал перед англичанами. Он избежал виселицы и умер где-то после 1621 года, все еще в лесу. Последней исторической записью была инквизиция, проведенная в Дерри в 1621 году, в которой он был назван «джентльменом». У Хью Мак-Шейна был сын по имени Брайан Мак-Шейн О’Нил и, возможно, еще два сына, Каллох и Оуэн Мак-Шейны О’Нилы. В 1620-х годах Брайан был назначен вождем клана Макшейн-О’Нил.
Сын Хью Брайан был заключен в тюрьму за рейдерство в 1627 году. В 1648 году в Ирландию вторглась английская армия под командованием Оливера Кромвеля. В ответ Брайан Макшейн О’Нил решил сражался за короля. Однако, когда король Карл I потерпел поражение, Брайан бежал из Ирландии и поступил в изгнание на службу к королю Карлу II, жившему при испанском дворе. С 1656 по 1660 год капитан Брайан О’Нил служил в ирландском полку в Испании. К переписи 1659 года использование фамилии О’Нил сократилось, и во всем графстве Лондондерри осталось только пять семей Макшейнов. Однако капитан Брайан вернулся в Ирландию с помилованием по приговору суда после восстановления монархии Стюартов. Внуки Хью продолжали жить на землях, которые Брайан в конце концов поселил в части баронства Лугиншоллин, части старого поместья своего отца.
Семья постоянно проживала на собственных землях правнуком Хью Оуэном Макшейном (Eoghan McShane). По переписи 1740 года у них была ферма в городке Монейнини в приходе Баллинаскрин и еще одна в городке Карнакоз/Карнкоуз в приходе Десертмартин, оба недалеко от Дрейперстауна .